# Буковац (Дервента)
Буковац (серб. Буковац, хорв. Bukovac) — населенный пункт (деревня) в общине Дервента, который принадлежит энтитету Республике Сербской, Босния и Герцеговина. По результатам югославской переписи населения 1991 года в Буковаце проживало 123 человека.

## Население
В населении деревни преобладают хорваты.
| 1991                           | - | - | - | - | - | - |
| ------------------------------ | - | - | - | - | - | - |
| 123                            | - | - | - | - | - | - |
| Гистограмма динамики населения |   |   |   |   |   |   |

### Национальный состав
1991 год:
- сербы — 1 (0,81 %);
- хорваты — 115 (93,50 %);
- югославы — 0 (0,00 %);
- мусульмане — 0 (0,00 %);
- другие — 7 (5,69 %).